# 青年ルター
『青年ルター』(Young Man Luther: A Study in Psychoanalysis and History)とは1958年にエリク・エリクソンによって発表された心理学の著作である。
エリクソンはルターの生涯においてアイデンティティの危機に関する事例を発見し、それを記述することで青年期に一般的に認められる心理的段階を論じた。1902年にドイツで医者の家庭に生まれたエリクソンは1927年からアンナ･フロイトから児童心理と精神分析を学び、1933年からはアメリカのボストンで児童分析の開業医となった。エリクソンの著作には『幼児期と社会』、『アイデンティティ　青年と危機』などがある。
マルティン・ルターは1483年に生まれ、農家出身の資本家である父親によりラテン語学校で学ぶことができた。ルターは17歳で大学に入学し、卒業後には法学校へ入学した。しかし夏の休暇中のある日に雷雨に見舞われ、落雷に危うく感電死するところを逃れて以来、ルターは雷を神の告知として受け止め父親によって指導されてきた生き方を改めて修道士になることを決めた。アウグスティヌス修道院での生活は順調であったが、聖歌隊でルターは「私は違う」と叫ぶパニック発作を起こした。エリクソンはこの修道院でのルターの発作をアイデンティティの危機を象徴するものと捉えており、世俗的な生活だけでなく宗教的な生活にも疑問を抱くことで自己アイデンティティを喪失してしまっていた。
ルターは神学博士となり、司教代理にまで昇進してからは自分の信仰と教会の実態に離隔を認識していた。そして1517年10月にルターはカトリック教会に対して『95か条の論題』をヴィッテンベルク城教会で掲示し、その内容は印刷されて広く普及した。このルターの布告は結果的にキリスト教の勢力を二分する大規模な対立をもたらす宗教改革に発展した。エリクソンはこのようなエリクソンの教会に対する反抗が父親に対する反抗の経験からもたらされたと考える。自己アイデンティティは一つの側面が満たされたとしても、それは後に別の側面の問題として表出しうるものであり、生涯を通じて継続的に問われるものである。